# Parartotrogus arcticus
Parartotrogus arcticus är en kräftdjursart som beskrevs av T. Scott 1901. Parartotrogus arcticus ingår i släktet Parartotrogus, och familjen Cancerillidae. Arten har ej påträffats i Sverige.